# Austrolimnophila (Phragmocrypta) maumau
Austrolimnophila (Phragmocrypta) maumau is een tweevleugelige uit de familie steltmuggen (Limoniidae). De soort komt voor in het Afrotropisch gebied.